# Tony Tuzzolino
Anthony Charles „Tony“ Tuzzolino (* 9. Oktober 1975 in Buffalo, New York) ist ein ehemaliger italo-amerikanischer Eishockeyspieler, der im Verlauf seiner aktiven Karriere zwischen 1993 und 2010 unter anderem 314 Spiele in der American Hockey League (AHL) auf der Position des Centers bestritten hat. Darüber hinaus absolvierte Tuzzolino, der mit der italienischen Nationalmannschaft an den Olympischen Winterspielen 2006 teilnahm, weitere neun Partien für die Mighty Ducks of Anaheim, New York Rangers und Boston Bruins in der National Hockey League (NHL). Sein jüngerer Bruder Nick war ebenfalls professioneller Eishockeyspieler.

## Karriere
Nachdem Tony Tuzzolino zunächst einige Jahre für diverse Teams in unterklassigen US-amerikanischen Juniorenligen, unter anderem in der North American Hockey League (NAHL), gespielt hatte, begann der Stürmer zur Saison 1993/94 ein Studium an der Michigan State University. Für deren Eishockeymannschaft, die sogenannten Spartans, war der Rechtsschütze während vier Spielzeiten in der Central Collegiate Hockey Association (CCHA) aktiv. Nachdem Tuzzolino in seiner Rookiesaison lediglich sieben Scorerpunkte erzielt hatte, gelang es ihm seine Punkteausbeute in den folgenden drei Spielzeiten jeweils zu steigern. Während dieser Zeit wurde er beim NHL Entry Draft 1994 in der fünften Runde an insgesamt 113. Position von den Nordiques de Québec aus der National Hockey League (NHL) ausgewählt. Nach Umsiedlung des Franchises im Juni 1995 nach Denver und deren Umbenennung in Colorado Avalanche behielten diese weiterhin die NHL-Rechte am Angreifer. Da die Avalanche keinen Vertragsabschluss mit Tuzzolino zustande brachten und die exklusiven Rechte inzwischen verfallen waren, unterzeichnete er im April 1997 als Free Agent einen Kontrakt bei den New York Islanders.
Jedoch blieb ihm der Sprung in den NHL-Kader der Islanders verwehrt, sodass der Offensivakteur noch während der Saison 1997/98, im Februar 1998, gemeinsam mit Travis Green und Doug Houda im Austausch für Joe Sacco, Jean-Jacques Daigneault und Mark Janssens zu den Mighty Ducks of Anaheim transferiert wurde. Für die Kalifornier debütierte er schließlich kurze Zeit später in der NHL. Dies blieb allerdings sein einziger NHL-Einsatz für die Mighty Ducks. Die folgenden beiden Spielzeiten verbrachte Tuzzolino vorwiegend bei deren Farmteam, den Cincinnati Mighty Ducks, in der American Hockey League (AHL). Im Verlauf der AHL-Saison 1999/2000 parkten ihn die Mighty Ducks als Leihspieler beim Hartford Wolf Pack, mit denen der Stürmer zum Saisonende erstmals in seiner Laufbahn den Calder Cup gewann. Anschließend verlängerten die Mighty Ducks of Anaheim den Kontrakt des Stürmers nicht, sodass sich Tuzzolino im Februar 2001 als Free Agent den New York Rangers anschloss.
Für die Broadway Blueshirts bestritt er sechs NHL-Spiele, ohne einen Scorerpunkt zu verbuchen. Zur Spielzeit 2001/02 erhielt der US-amerikanisch-italienische Doppelbürger einen Kontrakt bei den Boston Bruins. Wie zuvor in Anaheim und New York City kam Tuzzolino auch bei den Bruins lediglich äußerst sporadisch zu NHL-Einsätzen, während der Offensivakteur im Trikot der Providence Bruins regelmäßig auflief. Für die folgende Saison einigte er sich auf ein Vertragsverhältnis mit den Minnesota Wild, war jedoch ausschließlich für deren Kooperationspartner, neben den Louisiana IceGators aus der East Coast Hockey League (ECHL) auch die Houston Aeros in der AHL, aktiv. Mit den Houston Aeros fügte Tuzzolino zum Saisonende 2002/03 nach dem Erfolg in der Finalserie gegen die Hamilton Bulldogs den zweiten Calder-Cup-Sieg zu seiner Trophäensammlung hinzu. Nachdem er die folgende Saison bei den Binghamton Senators begonnen hatte, entschied sich der Rechtsschütze zum Jahresende 2003 erstmals in seiner Laufbahn für ein Engagement in Europa und heuerte beim italienischen Erstligisten Asiago Hockey an. In der Saison 2003/04 scheiterte er mit den Venetiern in den Playoff-Finalspielen gegen den späteren Meister HC Milano Vipers.
Seine weitere Laufbahn setzte Tuzzolino vorwiegend in Italien fort und heuerte für jeweils eine Saison beim HC Bozen und dem SG Cortina an. Während der Spielzeit 2005/06 folgte jedoch ein kurzer Abstecher in die schwedische Elitserien zu MODO Hockey Örnsköldsvik. Zur Saison 2006/07 kehrte der Stürmer in die nordamerikanischen Minor Leagues zurück und stand in 14 Partien für die Flint Generals in der United Hockey League (UHL) auf dem Eis. Während seiner weiteren Profilaufbahn bis im Sommer 2010 stand Tuzzolino erneut in Diensten von Asiago Hockey und den Flint Generals. Dazwischen folgte noch ein Engagement bei Ritten Sport und im Frühjahr 2010 unterzeichnete der Angreifer schließlich einen Vertrag bis zum Saisonende beim HC Eppan Pirates in der Serie A2. Nach dem Gewinn des Meistertitels mit den Pirates beendete der 34-Jährige seine aktive Karriere und trainierte in der Folge Juniorenmannschaften in seiner Geburtsstadt Buffalo.

### International
Für Italien nahm Tuzzolino an den Olympischen Winterspielen 2006 in Turin teil. Der Stürmer stand in vier Turnierbegegnungen auf dem Eis und trug sich mit einer Torvorlage bei der 2:7-Niederlage gegen Kanada in die Statistiken ein. Seine 32 Strafminuten, die er allesamt in der letzten Vorrundenpartie gegen Tschechien hauptsächlich aufgrund einer Spieldauerdisziplinarstrafe erhielt, waren die meisten des gesamten Turniers. Daneben erreichte er eine Plus/Minus-Statistik von −1 und gab vier Torschüsse ab. Die Italiener belegten am Turnierende den elften Rang unter zwölf Mannschaften.

## Erfolge und Auszeichnungen
| - 1993 NAHL Second All-Star Team - 2000 Calder-Cup-Gewinn mit dem Hartford Wolf Pack - 2003 Calder-Cup-Gewinn mit den Houston Aeros - 2004 Italienischer Vizemeister mit Asiago Hockey | - 2004 Supercoppa-Italiana-Gewinn mit dem HC Bozen - 2008 Italienischer Vizemeister mit Ritten Sport - 2010 Meister der Serie A2 mit dem HC Eppan Pirates |

## Karrierestatistik

### International
Vertrat Italien bei:
- Olympischen Winterspielen 2006

(Legende zur Spielerstatistik: Sp oder GP = absolvierte Spiele; T oder G = erzielte Tore; V oder A = erzielte Assists; Pkt oder Pts = erzielte Scorerpunkte; SM oder PIM = erhaltene Strafminuten; +/− = Plus/Minus-Bilanz; PP = erzielte Überzahltore; SH = erzielte Unterzahltore; GW = erzielte Siegtore; 1 Play-downs/Relegation; Kursiv: Statistik nicht vollständig)